# Bajo Biavo (distrito)
Bajo Biavo é um distrito do Peru, departamento de San Martín, localizada na província de Bellavista.

## Transporte
O distrito de Bajo Biavo é servido pelas seguintes rodovias:
- SM-118, que liga o distrito à cidade de Bellavista
- SM-108, que liga o distrito de Picota à cidade de Alto Biavo[1][2][3]